# Z-Faktor
Der Z-Faktor ist ein Maß der statistischen Effektgröße. Es wird für die Analyse von Hochdurchsatzverfahren genutzt, um zu entscheiden, ob das Signal in einem speziellen Experiment groß genug ist, um weitere Untersuchungen durchzuführen.

## Hintergrund
In Hochdurchsatzverfahren werden häufig mehrere Hunderttausend bis 10 Millionen Einzelmessungen von unbekannten Proben gegenüber Positiv- und Negativkontrollen durchgeführt.
Die Wahl bestimmter experimenteller Bedingungen und Messverfahren wird „Assay“ genannt. Analysen im großen Maßstab sind teuer und zeitaufwendig. Daher werden im Vorfeld Pilotexperimente im kleinen Maßstab durchgeführt, um die Aussagefähigkeit des Assays zu beurteilen. Der Z-Faktor ist ein Maß, um die Brauchbarkeit eines speziellen Assays im Hochdurchsatz einschätzen zu können.

## Definition
Der Z-Faktor wird durch vier Parameter definiert: den Mittelwert und die Standardabweichung von Positiv- und Negativkontrolle.
Die Formel lautet:
{\displaystyle {\text{Z-Faktor}}=1-{3(\sigma _{p}+\sigma _{n}) \over |\mu _{p}-\mu _{n}|}.}
Wobei: σ = Standardabweichung, µ = Mittelwert, n = negativ, p = positiv.
Praktisch kann der Z-Faktor mit dem Probenmittel und der Standardabweichung der Probe angenähert werden.
{\displaystyle {\text{angenäherter Z-Faktor}}=1-{3({\hat {\sigma }}_{p}+{\hat {\sigma }}_{n}) \over |{\hat {\mu }}_{p}-{\hat {\mu }}_{n}|}.}

## Interpretation
| Z-Faktor             | Interpretation |
| -------------------- | --- |
| 1,0                  | Ideal, Z-Faktoren können 1 nicht überschreiten. |
| zwischen 0,5 und 1,0 | Ein exzellenter Assay; man beachte, dass wenn {\displaystyle \sigma _{p}=\sigma _{n}}, 0,5 ist äquivalent zu einer Separation von 12 Standardabweichungen zwischen {\displaystyle \mu _{p}} und {\displaystyle \mu _{n}}. |
| zwischen 0 und 0,5   | ein schlechter Assay |
| unter 0              | zu viel Überlappung zwischen Positiv- und Negativkontrollen |

## Nachweise
1. ↑  Zhang JH, Chung TDY, Oldenburg KR (1999). A simple statistical parameter for use in evaluation and validation of high throughput screening assays. In: Journal of Biomolecular Screening 4: 67–73. doi:10.1177/108705719900400206.